# Sábado del pecado
 Sábado del pecado  es una película en blanco y negro de Argentina dirigida por Belisario García Villar sobre su propio guion según la obra teatral de Roberto Tálice y Eliseo Montaine que se filmó en 1954. Por su baja calidad no fue aprobada por el autor y los productores por lo cual no fue estrenada comercialmente, si bien se vio años después en televisión. Tuvo como protagonistas a Delfy de Ortega, Jorge Lanza, Rodolfo Onetto y Gilberto Peyret.
La obra teatral había sido estrenada en el Teatro Empire de Buenos Aires y representada luego en el Teatro Grand Splendid interpretada por Roberto Airaldi y Nedda Francy y posteriormente tuvo gran éxito en teatros de América Latina y de España.

## Reparto
- Delfy de Ortega
- Jorge Lanza
- Rodolfo Onetto
- Gilberto Peyret